# Tribendilol
Tribendilol je agonist beta adrenergičkog receptora.